# Maurice du Coëtlosquet
Maurice du Coëtlosquet (1836-1904) est un patriote et bienfaiteur français de la seconde moitié du XIXe siècle. Il consacra une partie de sa fortune aux œuvres de charité de sa ville natale.

## Biographie
Petit-fils d'un maréchal des camps et armées du roy originaire de Bretagne, Joseph Charles "Maurice" Du Coëtlosquet naît à Metz, en Moselle, le 1er avril 1836. Sa mère Anne Caroline de Wendel, décédée très jeune, lui assure une confortable fortune. Maurice du Coëtlosquet adhère à la Société d'archéologie et d'histoire de la Moselle en 1861. Il participe aux combats de 1870, notamment à la bataille de Gravelotte, en tant qu’ambulancier brancardier. Il épouse Marie Deguerre le 2 juin 1874. Maurice du Coëtlosquet consacra une grande partie de sa fortune aux œuvres de charité de la cité messine, surtout après l'annexion de la ville par l'Allemagne. Considéré par ses pairs comme un patriote bienfaiteur, il décède à Rambervillers le 18 mars 1904.
Maurice du Coëtlosquet est le neveu du député Charles Paul du Coëtlosquet. La ville de Metz lui rendit hommage en 1919. Son épouse fait construire le château de Mercy, d'inspiration française, après son décès.
Son buste, œuvre du sculpteur Emmanuel Hannaux, est conservé au musée de la Cour d'Or à Metz.

## Publications
- Notice sur la cathédrale de Metz, Impr. de Dembour et Gangel,Metz, 1847.
- Les Râteliers naturels, Librairie agricole, Paris, 1861
- (avec Ch. de Ravinel) Les courses au trot à Rambervilliers, septembre 1874, 1875, 1876, impr. de G. Crépin-Leblond, Nancy, 1876.